# Yohan Marty
Pour les articles homonymes, voir Marty.
Pas d'image ? Cliquez ici

a Compétitions nationales et continentales officielles uniquement.

Dernière mise à jour le 20 juillet 2012.
Yohan Marty, né le 19 septembre 1974 à Toulouse, est un joueur et entraîneur français de rugby à XV qui évolue au poste de pilier au sein de l'effectif du FC Auch.

## Biographie
Yohan Marty joue avec le FC Auch depuis 2004 après être passé par le Lombez Samatan club[réf. nécessaire].

Il entraîne actuellement le Lombez Samatan club avec son ancien coéquipier Jean-Baptiste Dambielle.

## Palmarès
Avec le FC Auch
- Championnat de France de Pro D2 :
  - Champion (2) : 2004 et 2007
- Bouclier européen :
  - Vainqueur (1) : 2005[3]